# Saarpfalz (Zeitschrift)
Saarpfalz. Zeitschrift für Geschichte und Regionalkultur (1983–2020 Saarpfalz. Blätter für Geschichte und Volkskunde) ist eine seit 1983 vom Saarpfalz-Kreis herausgegebene Zeitschrift, die vor allem geschichtlich-landeskundliche Themen auf dem Gebiet des heutigen Saarpfalz-Kreises behandelt.

## Geschichte
Initiiert wurde die Schriftenreihe vom damaligen Kreisdenkmalpfleger Heinz Spies († 1983). Nachdem 1983 die Erstausgabe gedruckt worden war, erschien das wissenschaftliche Periodikum ab 1984 unter dem Titel „Saarpfalz. Blätter für Geschichte und Volkskunde“ in regelmäßiger, vierteljährlicher Folge. Nach dem Tod von Heinz Spies übernahm dessen Nachfolger im Amt, Bernhard Becker, ab dem zweiten Heft die Leitung der Redaktion, bis er 2020 in den Ruhestand trat. In der Redaktion arbeiteten u. a. Silvia Altemoos (Museologie), Martin Baus (Geschichte), Doris Grieben (Geschichte), Jutta Schwan (Kunstgeschichte) und Stefan Tholl (Kunstgeschichte).
Bis 2020 erschienen 145 Ausgaben der Zeitschrift, volkstümlich die „gelben Hefte“ genannt. Darüber hinaus wurde jährlich (seit 1987) ein Sonderheft publiziert, das sich jeweils einem speziellen Thema widmete.
Seit 2021 ist Andreas Stinsky, Kulturreferent des Saarpfalz-Kreises, Herausgeber und Chefredakteur. Unter ihm wurden ab der 146. Ausgabe (2021) Titel, Aufmachung, Format und Periodizität geändert. Seither werden nur noch zwei Ausgaben im Jahr veröffentlicht. Zudem sind die Ausgaben seither in Rubriken untergliedert. In der Redaktion und im Lektorat arbeiten Martin Baus, Christel Bernard, Ann-Kathrin Göritz, Simon Matzerath, Christian Michel, Jutta Schwan, Tina Sieber und Jason Tregelis.
Die 149. Ausgabe zum 40-jährigen Jubiläum der Zeitschrift im Jahr 2023 war die erste, die in zweiter Auflage gedruckt wurde.

## Inhalt
Die Zeitschrift deckt ein breites Themenspektrum ab. Die Palette reicht von Archäologie, Geschichte, Kunstgeschichte, Architektur und Baukultur, Denkmalpflege, Landschaftsgeschichte, historischer Anthropologie („Volkskunde“) über Kirchen- und Medizingeschichte bis hin zu Lokal- und Regionalgeschichte.
Die Rubriken seit 2020 sind: Grußwort des Landrats, Editorial, Themenpanorama, Aus unseren Partnerregionen, Aktuelles aus der Region und Ausstellungen.
287 (Stand 2023) Autorinnen und Autoren steuerten bislang Beiträge bei. Als ergiebiger Fundus dient die „Saarpfalz“ auch der regional- und lokalgeschichtlichen Forschung.
Zu den Autoren, die in der Zeitschrift veröffentlichten, zählen u. a. Alfons Kolling (ehemaliger Landesarchäologe), Johann Peter Lüth (Landeskonservator des Saarlandes 1985–2002), Simon Matzerath (Direktor des Historischen Museums Saar), Jean-Paul Petit (ehemaliger Chefkonservator im Département Moselle), Heinz Quasten (Lehrstuhlinhaber für Kulturgeografie an der Universität des Saarlandes 1980–2001 und Direktor des Institutes für Landeskunde des Saarlandes 1981–2005), Walter Reinhard (ehemaliger Landesarchäologe) und Gerd Weisgerber (stellvertretender Direktor des Deutschen Bergbau-Museums in Bochum 1984–2000).

## Belege
1. ↑  SZ Redaktion: Seine letzten Saarpfalz-Blätter sind im Druck, Saarbrücker Zeitung, 12. Juli 2020, abgerufen am 17. September 2021
2. 1 2  Gerhard Müller: Heimatschrift „Die Saarpfalz“ in neuer Aufmachung - Homburg. In: rheinpfalz.de. Rheinpfalz, 11. November 2021, abgerufen am 19. Mai 2022.
3. ↑  Saarpfalz. Zeitschrift für Geschichte und Regionalkultur 149, 1/2023, 2. Auflage, S. 4 (Impressum).
4. ↑  Saarpfalz. Zeitschrift für Geschichte und Regionalkultur 149, 1/2023, S. 6–7.